# Taktowny dowcip
Taktowny dowcip (gr. εὐτραπελία, eutrapelia) – w etyce Arystotelesa cnota stanowiąca złoty środek między błazeństwem a nieokrzesaniem. Wydaje się, że współcześnie taktowny dowcip, błazeństwo i nieokrzesanie uznaje się najczęściej za fakty pozaetyczne. Pojęcie taktownego dowcipu wywarło znaczny wpływ na średniowieczne i wczesnonowożytne pojęcie dworności, z którym było też w owych czasach utożsamiane.
W siódmym rozdziale II księgi Etyki nikomachejskiej (1108 a) Arystoteles odnosi pojęcie taktownego dowcipu do przyjemności tkwiącej w zabawie i żartach – brak umiaru w tej przyjemności to o ile jest on nadmiarem błazeństwo (także "kpiarstwo"), o ile jest on niedomiarem nieokrzesanie (także "brak zmysłu humoru").
Pojęciu taktownego dowcipu omówione jest szerzej w ósmym rozdziale księgi IV Etyki nikomachejskiej (1127 b i nn.). Arystoteles zauważa, że w życiu ludzkim w ramach odpoczynku istnieją rozrywki i żarty. Twierdzi, że w dziedzinie rozrywek i żartów istnieją reguły stanowiące o tym, jak trzeba mówić i czego trzeba słuchać. W stosunku do złotego środka jakim jest taktowny dowcip wykroczeniem poza te reguły jest prostackie błazeństwo, pragnienie wywołania śmiechu niezależnie od zasad przyzwoitości. Wykroczeniem poza te reguły jest także brak ogłady, nieokrzesanie rozumiane jako brak zmysłu humoru powodowane niedostateczną giętkością charakteru. Inaczej niż (z reguły) współcześnie, giętkość charakteru Grecy uznawali za cnotę, dzięki czemu mogli uznać charakterystyczne dla barbarzyńców nieokrzesanie za wadę etyczną.
W podobny sposób pojęcie taktownego dowcipu omawia trzydziesty rozdział I księgi Etyki wielkiej (1193 a) ("A taktowny dowcip jest zachowaniem umiaru między błazeństwem a nieokrzesaniem i dotyczy żartów"), przy czym wprowadza się tu rozróżnienie dwóch znaczeń terminu "taktowny dowcip": pierwsze to umiejętność taktownego żartowania, drugie to umiejętność znoszenia taktownych żartów. "Błazen" uważa, że wolno mu wyśmiewać każdego i wszystko, "człowiek nieokrzesany" nie pozwala, by żartowano z niego, ani sam nie żartuje, a na żarty reaguje gniewem.